# Mighty No. 9
Mighty No. 9 (マイティーナンバーナイン Maitī Nanbā Nain?, "Mäktige nummer nio") är ett 2D-action-plattformsspel som utvecklades av Comcept i samarbete med Inti Creates, och produceras av Keiji Inafune. Det crowdfundades på Kickstarter, och utvecklingen involverade mycket input från allmänheten. En version till de bärbara spelkonsolerna Nintendo 3DS och Playstation Vita utvecklas också i samarbete med Abstraction Games.
Mighty No. 9 påminner både gameplaymässigt och visuellt om Inafunes tidigare spelserie Mega Man, och har kallats för en andlig uppföljare till den.

## Utgivning
Spelet gavs ut av Deep Silver. Det lanserades till Microsoft Windows, OS X, Linux, Playstation 3, Playstation 4, Wii U, Xbox 360, Xbox One under 2016. Utvecklingen av versionerna till Nintendo 3DS och Playstation Vita pågår ännu.